# Universidad del Ejército y Fuerza Aérea Mexicanos
La Universidad del Ejército y Fuerza Aérea Mexicanos (UDEFA) es la institución castrense que agrupa a los diversos planteles de educación militar en México, creada mediante un decreto presidencial firmado por Luis Echeverría Álvarez el 29 de diciembre de 1975, la cual tiene como propósito formar clases, oficiales y jefes del Ejército Mexicano, así como capacitar a los Oficiales de Estado Mayor y generales; cuenta con organismos internos tales como el Consejo Académico, la Rectoría de la Universidad del Ejército y Fuerza Aérea Mexicanos (RUDEFA) y la Dirección General de Educación Militar. Ocupa las instalaciones que albergaron hasta 1976 al Heroico Colegio Militar, en Popotla, en la Delegación Miguel Hidalgo de la Ciudad de México.

## Finalidades
Según la Ley que Crea La Universidad del Ejército y Fuerza Aérea Mexicanos, este organismo depende del Secretario de la Defensa Nacional, a través de la Dirección General de Educación Militar, la que asume funciones de rectoría, y se creó con los establecimientos de educación militar, de nivel medio superior y de tipo superior existentes, y los que se instituyeran en el futuro.

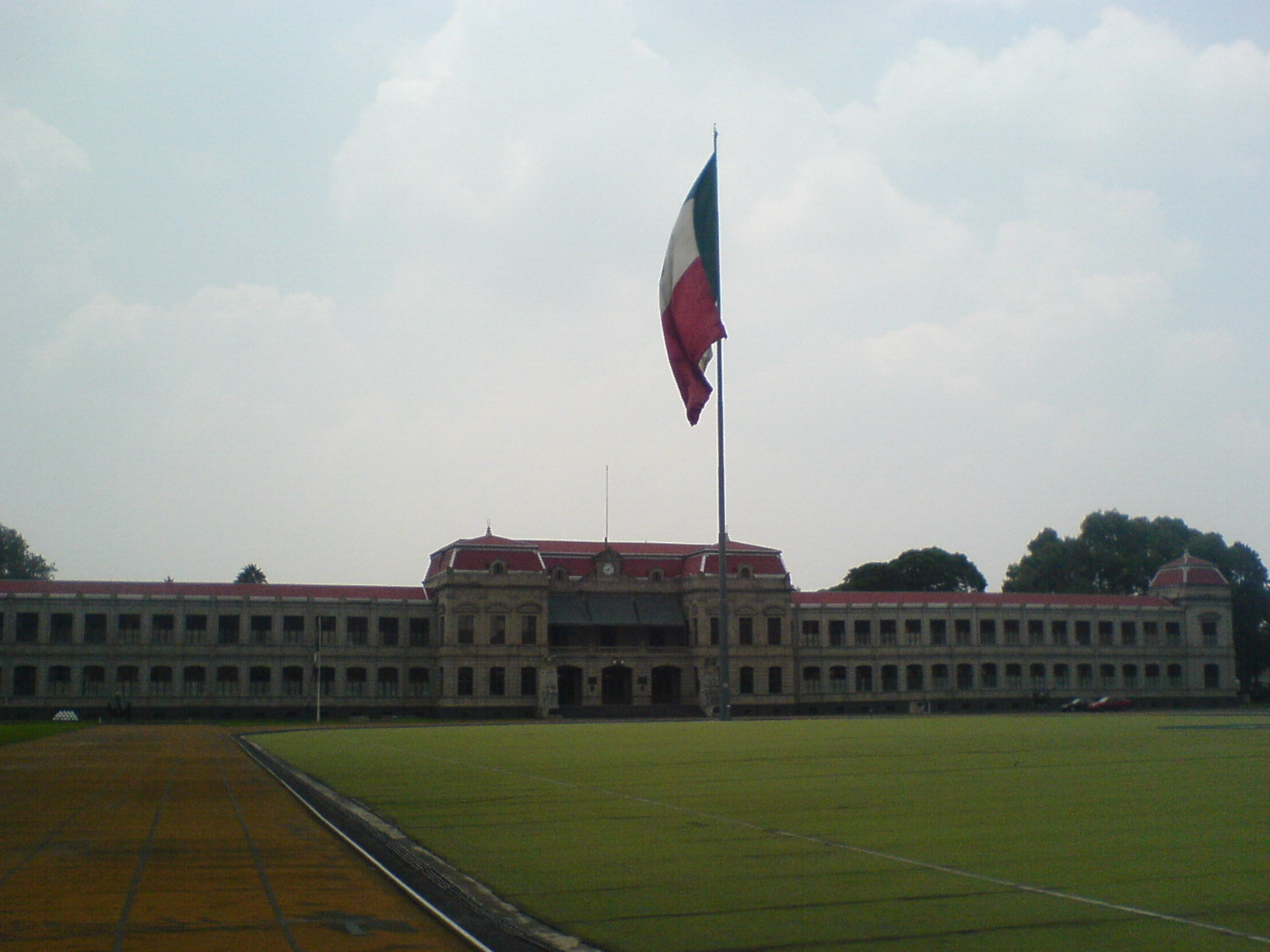
Edificio principal de la Universidad del Ejército y Fuerza Aérea Mexicanos

Entre las finalidades que persigue, están las siguientes:
- I.- Impartir a los militares conocimientos científicos, técnicos y humanísticos a nivel de educación media superior y educación superior, para el mejor cumplimiento de las misiones de las armas, ramas y servicios de dichas instituciones.
- II.- Formar profesores para las diversas asignaturas que se impartan en los establecimientos de educación militar.
- III.- Realizar investigación científica en general y la relacionada con el avance de la ciencia y arte militares.
- IV.- Hacer llegar los beneficios de la cultura a los componentes del Ejército y Fuerza Aérea, a efecto de ampliar su formación así como sus conocimientos militares, para lograr más eficiencia en el cumplimiento de sus misiones.
- V.- Desarrollar en los educandos una formación espiritual acorde con los altos intereses de la Patria.

## Estructura
La Universidad del Ejército y Fuerza Aérea Mexicanos (UDEFA) cuenta con 42 planteles de educación superior, agrupando principalmente a las siguientes escuelas:

### Para militares
- Colegio de Defensa
- Escuela Superior de Guerra
- Escuela Militar de Aplicación de las Armas y Servicios
- Escuelas de adiestramiento para personal de las armas y los servicios del Ejército Mexicano

### Para civiles con estudios de bachillerato
- Escuela Militar Graduados de Sanidad
- Escuela Militar de Medicina
- Escuela Militar de Odontología
- Escuela Militar de Ingenieros
- Heroico Colegio Militar
- Escuela Militar de Enfermería
- Escuela Militar de Oficiales de Sanidad
- Escuela Militar de Aviación
- Escuela Militar de Transmisiones

- Escuela Militar de Especialistas de la Fuerza Aérea
- Escuela Militar de Mantenimiento y Abastecimiento Aéreo
- Escuela Militar de Materiales de Guerra
- Escuela Militar de Clases de Transmisiones
- Escuela Militar de Clases de Sanidad
- Escuela Militar de Sargentos
- Escuela Militar de Tropas Especialistas de Fuerza Aérea